# Liste der Biografien/Tuf
Liste der Biografien |
Portal Biografien |
Personensuche
# |
A |
B |
C |
D |
E |
F |
G |
H |
I |
J |
K |
L |
M |
N |
O |
P |
Q |
R |
S |
T |
U |
V |
W |
X |
Y |
Z |
?
 
Ta |
Tc |
Te |
Tf |
Tg |
Th |
Ti |
Tj |
Tk |
Tl |
Tm |
To |
Tq |
Tr |
Ts |
Tu |
Tv |
Tw |
Tx |
Ty |
Tz
 
Tua |
Tub |
Tuc |
Tud |
Tue |
Tuf |
Tug |
Tuh |
Tui |
Tuj |
Tuk |
Tul |
Tum |
Tun |
Tuo |
Tup |
Tuq |
Tur |
Tus |
Tut |
Tuu |
Tuv |
Tuw |
Tux |
Tuy |
Tuz
Die Liste der Biografien führt alle Personen auf, die in der deutschsprachigen Wikipedia einen Artikel haben. Dieses ist eine Teilliste mit 39 Einträgen von Personen, deren Namen mit den Buchstaben „Tuf“ beginnt.

## Tuf

### Tufa
- Tufa, Agron (* 1967), albanischer Schriftsteller und Dichter
- Tufa, Mestawet (* 1983), äthiopische Langstreckenläuferin
- Tufa, Tigist (* 1987), äthiopische Langstreckenläuferin
- Tufail, Ibn († 1185), arabisch-andalusischer Philosoph, Astronom, Arzt und Mathematiker
- Tufaili, Subhi at- (* 1948), libanesischer Politiker, Führer der HisbollahSubhi at-Tufaili (* 1948)

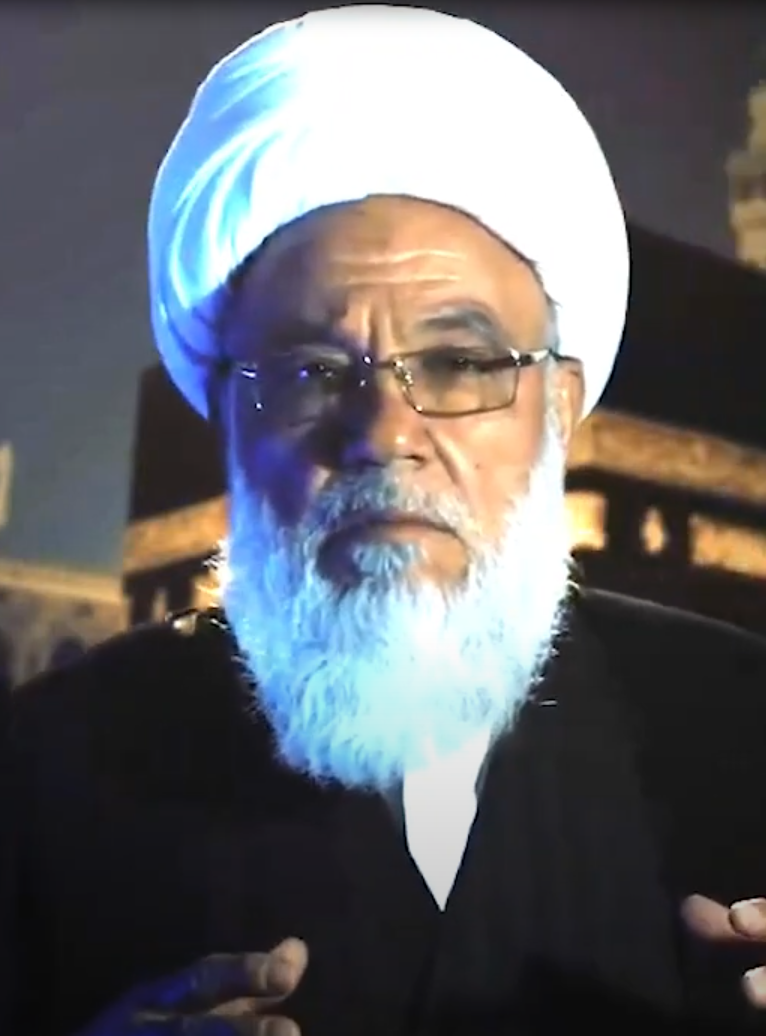
Subhi at-Tufaili (* 1948)

- Tufan, Hassan Abbas († 2015), irakischer Offizier
- Tufan, Marin (* 1942), rumänischer Fußballspieler
- Tufan, Ozan (* 1995), türkischer Fußballspieler
- Tufan, Süleyman-Mikail (* 1974), deutsch-türkischer Schauspieler
- Tufano, Brian (1939–2023), britischer Kameramann

### Tufe
- Tufek, Emir (* 1966), bosnischer Fußballtrainer und -spieler
- Tüfekçi, İlkin (* 1987), türkische Schauspielerin
- Tüfekçi, İlyas (* 1960), türkischer Fußballspieler
- Tufekci, Zeynep, türkisch-amerikanische Soziologin und Autorin
- Tufeković, Martina (* 1994), kroatische Fußballspielerin
- Tüfel, Caspar († 1662), Schweizer Holzbildhauer und Altarbauer
- Tüfenk, Ebru (* 1975), türkisch-deutsche Karateka
- Tüfenkci, Bülent (* 1966), türkischer Politiker der Adalet ve Kalkınma Partisi

### Tuff
- Tuff, Antoinette, US-amerikanische Buchhalterin und Geisel eines Amoklaufs
- Tuff, Stein Henrik (* 1974), norwegischer Skispringer
- Tuffet, Timothé (* 1989), Schweizer Eishockeyspieler
- Tuffey, Jonathan (* 1987), nordirischer Fußballtorhüter
- Tuffnell, Frédérique (* 1956), französische Politikerin
- Tuffour, Emmanuel (* 1966), ghanaischer Sprinter
- Tuffy, Joanna (* 1965), irische Politikerin (Labour Party)

### Tufi
- Tufiakin, Peter Iwanowitsch (1769–1845), russischer Adliger

### Tufn
- Tufnell, Olga (1905–1985), britische Archäologin

### Tuft
- Tuft, Arne (1911–1989), norwegischer Skilangläufer
- Tuft, Svein (* 1977), kanadischer Radrennfahrer
- Tufte, Edward (* 1942), US-amerikanischer Informationswissenschaftler
- Tufte, Olaf (* 1976), norwegischer Ruderer
- Tufton, Christopher, jamaikanischer Politiker (JLP)
- Tufton, Stuart (* 1950), britischer Stabhochspringer
- Tufts, Gayle (* 1960), US-amerikanische Komödiantin, Sängerin und SchauspielerinGayle Tufts (* 1960)

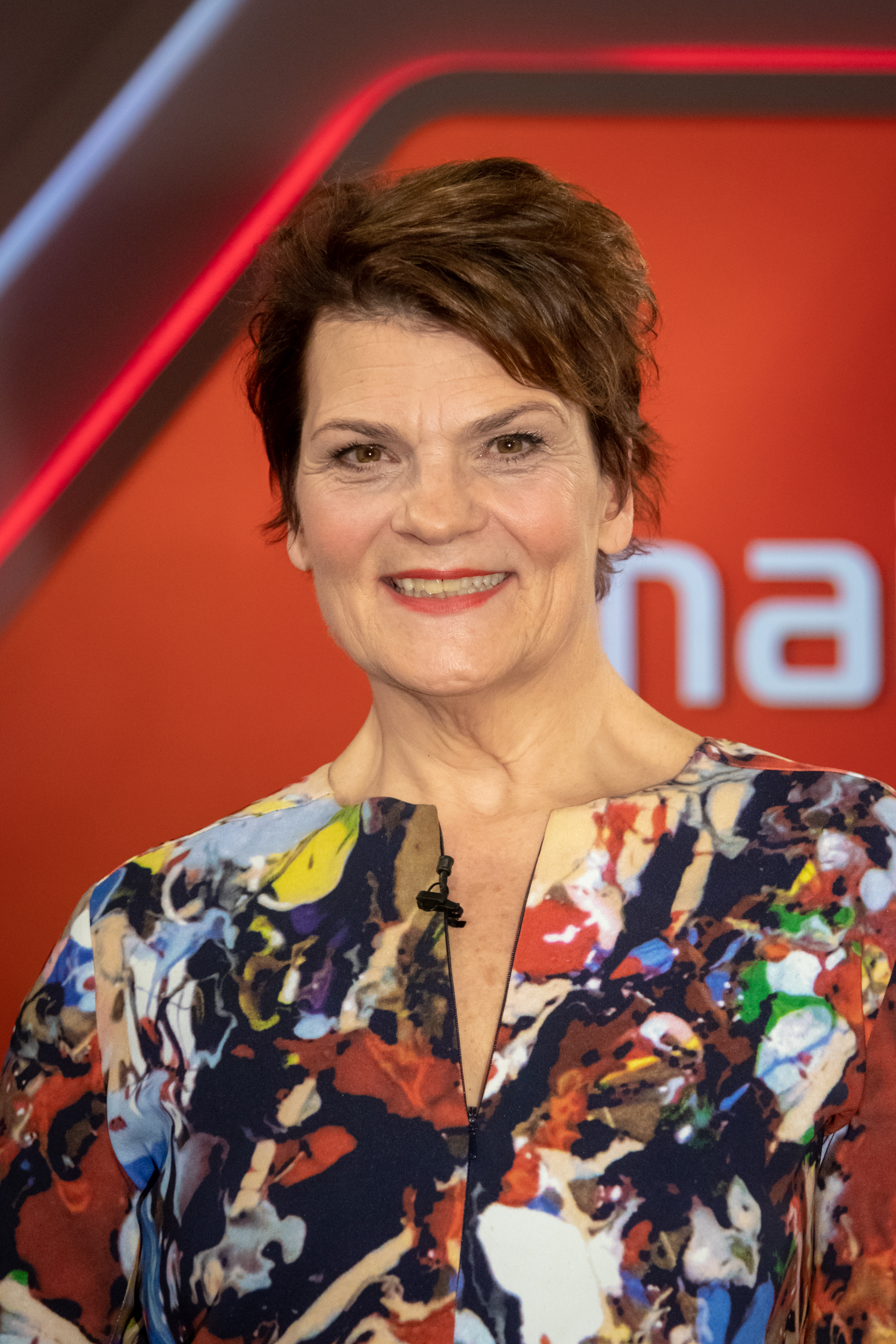
Gayle Tufts (* 1960)

- Tufts, James (1829–1886), US-amerikanischer Politiker der Republikanischen Partei
- Tufts, James Hayden (1862–1942), US-amerikanischer Philosoph und Professor an der Universität Chicago
- Tufts, John Q. (1840–1908), amerikanischer Politiker
- Tufts, Sonny (1911–1970), US-amerikanischer Schauspieler
- Tufts, Warren (1925–1982), US-amerikanischer Cartoonist, Comiczeichner und -autor